# Luchtvaart in 2006
Deze pagina gaat over de luchtvaart in 2006.
- 19 januari: Jet Airways koopt Air Sahara op en vormt zo de grootste luchtvaartmaatschappij in India.
- 11 februari: Steve Fossett breekt het wereldrecord van langste langeafstandsvlucht. Hij vloog 76 uur en 45 minuten en legde een afstand van 42.469,46 km af.
- 25 maart: Hyshot III, een vliegtuig dat 7 keer de geluidssnelheid kan halen heeft een geslaagde testvlucht gemaakt.
- 14 april: Aeroflot is toegelaten tot de SkyTeam-alliantie.
- 3 mei: Armavia Vlucht 967, een Airbus A320, crasht in de Zwarte Zee bij Sotsji. Alle 113 inzittenden kwamen om het leven.
- 9 juli: S7 Airlines-vlucht 778, een Airbus A310, schuift tegen een betonnen muur na de landing in Irkoetsk, Rusland. Ten minste 118 van de 192 inzittenden komen om.